# Scopula tenuimedia
Scopula tenuimedia är en fjärilsart som beskrevs av Louis Beethoven Prout 1938. Scopula tenuimedia ingår i släktet Scopula och familjen mätare. Inga underarter finns listade.